# Abraham Vigo
Abraham Regino Vigo (Montevideo, Uruguay, 1893, Banfield, Argentina, 1957) fue un pintor naturalizado argentino considerado uno de los exponentes del arte social en ese país sudamericano. Realizó grabados, aguafuertes y xilografías basados en la temática social, entre estos trabajos se encuentra la serie La Quema.